# Konrad III. von Scharfenberg
Konrad von Scharfenberg, franz. Conrad de Scharfenberg (* um 1165; † 24. März 1224 in Speyer), war Bischof von Speyer und Metz sowie Kanzler des römisch-deutschen Reiches. Er entstammte einem südwestdeutschen Ministerialengeschlecht aus der Gegend der Reichsburg Trifels in der Südpfalz. Stammsitz seiner Familie war die dem Trifels benachbarte Burg Scharfenberg, auf der Konrad wahrscheinlich auch geboren wurde.

## Leben

### Jugend und Karrierebeginn
Konrad wurde an der Domschule in Speyer erzogen und ausgebildet. Im Jahr 1187 trat er in den königlichen Dienst, als Friedrich Barbarossa Kaiser des Reiches war. Insgesamt diente Konrad zwei Kaisern bzw. Königen in der Reichskanzlei und machte Karriere auf weltlichem wie auf geistlichem Gebiet.
Zunächst war Konrad Propst des Stifts St. German in Speyer, 1198 wurde er Dekan des dortigen Domkapitels. Während des Thronstreits zwischen Staufern und Welfen, der nach dem frühen Tod Kaiser Heinrichs VI. ausbrach, war er Anhänger des Staufers Philipp von Schwaben.

### Bischof von Speyer und Kanzler
Im Jahr 1200 wurde Konrad Bischof von Speyer und kaiserlicher Domherr. 1208 wurde er von König Philipp zum Kanzler berufen. Er war neben dem Truchsess und dem Kämmerer im königlichen Gemach in Bamberg anwesend, als Otto VIII. von Wittelsbach den König Philipp ermordete. Nach Philipps Ermordung – die nicht mit dem Thronstreit zusammenhing – verwaltete Konrad die Reichsinsignien und brachte sie von Bamberg in die Reichsburg Trifels.
Als bald darauf Philipps welfischer Gegenspieler als König Otto IV. allgemein anerkannt wurde, stellte Konrad sich auch in seinen Dienst und begleitete ihn 1209 nach Rom zur Kaiserkrönung durch Papst Innozenz III.

### Bischof von Metz
Im Jahr 1212 wurde Konrad im Wettbewerb mit Guillaume de Joinville, der als Bischof von Langres Wunschkandidat des französischen Königs Philipp II. war, zum Bischof von Metz gewählt.
Im Jahr 1220 begleitete Konrad den staufischen König Friedrich II. nach Rom zur Kaiserkrönung durch Papst Honorius III. Auf dieser Reise lernte er in Italien die neuen Ordensgemeinschaften der Dominikaner und Franziskaner kennen und ebnete ihnen den Weg nach Deutschland. So entstand im Zusammenwirken Konrads mit dem ersten deutschen Franziskanerprovinzial Cäsarius von Speyer einer der frühesten Franziskanerkonvente in Deutschland, das Franziskanerkloster Speyer. 

### Letzte Jahre
In seinen vier letzten Lebensjahren nahm Konrad den Domkantor Beringer von Entringen, der sein Nachfolger als Bischof von Speyer wurde, als Koadjutor und widmete sich ausschließlich seinen beiden Diözesen, vor allem dem Bistum Speyer und dessen Kaiserdom. In diesem ließ er die Gebeine Philipps von Schwaben beisetzen. Zudem regte er im Bistum Metz den Umbau der dortigen Kathedrale an.
Seine letzte Ruhestätte fand Konrad neben König Philipp von Schwaben im Dom zu Speyer.

## Wappen
Das fürstbischöfliche Wappen ist üblicherweise geviert. Die Felder des Wappenschildes führen im Wechsel das Familienwappen derer von Scharfenberg, einen gekrönten schreitenden Löwen in Silber auf rotem Grund, sowie das Wappen des Bistums Speyer, ein silbernes Kreuz auf blauem Grund.